# Hypogeococcus spinosus
Hypogeococcus spinosus är en insektsart som beskrevs av Ferris 1953. Hypogeococcus spinosus ingår i släktet Hypogeococcus och familjen ullsköldlöss. Inga underarter finns listade i Catalogue of Life.